# Cattedrale di Carcassonne
La cattedrale di San Michele (in francese: Cathédrale Saint-Michel) si trova a Carcassonne, in Francia, ed è la cattedrale della diocesi di Carcassonne e Narbona.

## Storia

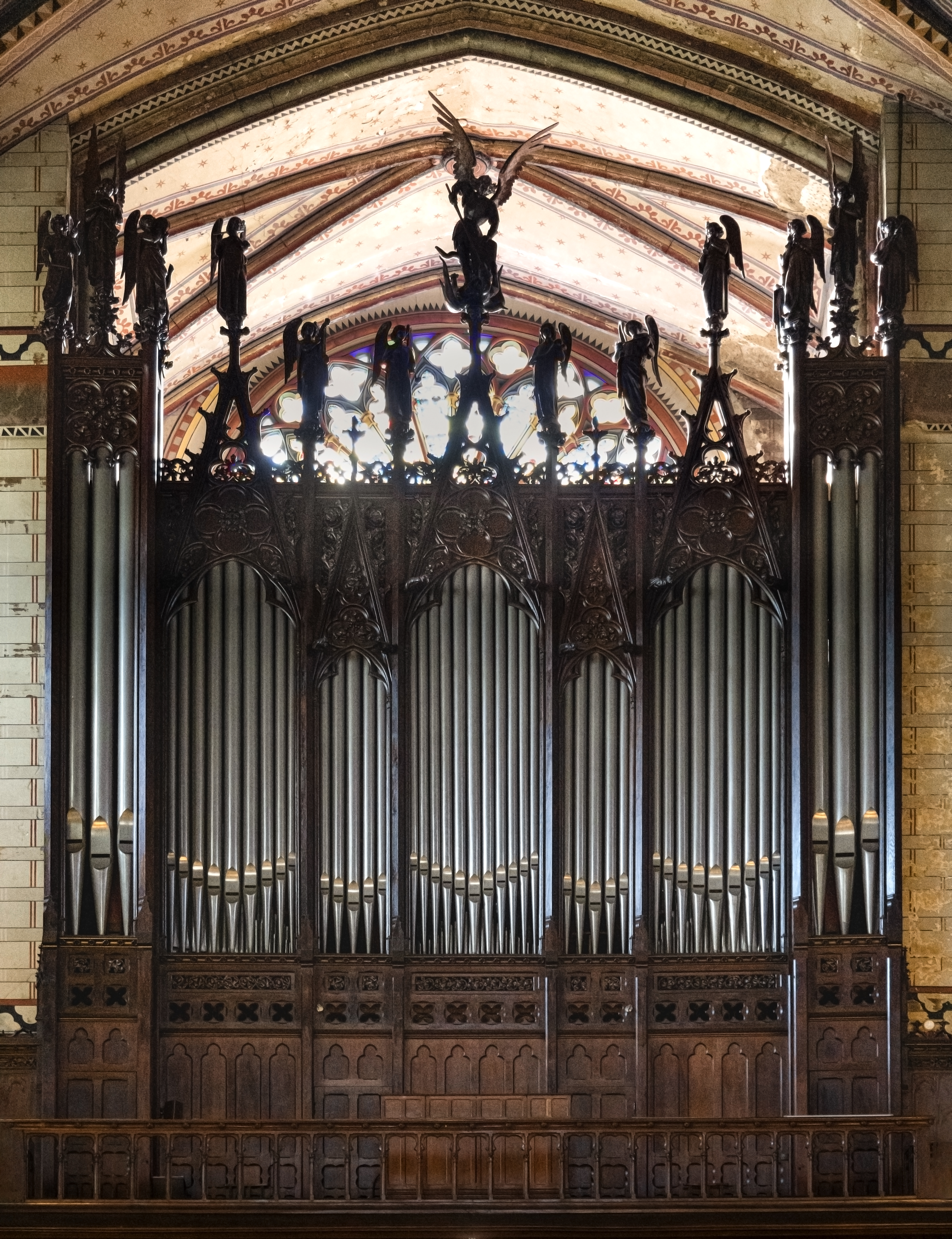
L'organo

La chiesa fu costruita per ordine del re Luigi IX nel 1247, ma si rivelò ben presto di dimensioni insufficienti al punto da rendere necessario l'ingrandimento già nel 1283.
Durante l'incendio appiccato dalle truppe del Principe Nero nel 1355, nell'ambito del conflitto franco-inglese, la chiesa di San Michele è uno dei pochi edifici che rimane in piedi, pur subendo danni ingenti. Durante la campagna di ricostruzione che ne seguì, fu deciso di incorporare la chiesa nelle nuove fortificazioni: è ancora possibile vedere alcune tracce di questi cambiamenti, in particolare a dell'abside, nei pressi del quale resta una rotonda militare cilindrica. Dei fossati che raggiungono 10 metri di larghezza sono scavati intorno all'edificio, per essere poi riempiti nel XIX secolo e sostituiti da un ampio viale pubblico.
Nel 1803 la sede vescovile che si trovava fin dal Medioevo nella cattedrale di Saint-Nazaire, fu trasferita alla chiesa di Saint-Michel, che assunse il titolo di cattedrale. Profondi cambiamenti vennero decisi per adeguare l'edificio alla sua nuova funzione, ma un incendio avvenuto nel 1849 sconvolse in modo significativo i lavori. La direzione dei lavori venne affidata prima a Léon Ohnet dal 1850, quindi dal 1857 all'architetto Eugène Viollet-le-Duc.
La cattedrale di San Michele è stata classificata come monumento storico il 12 luglio 1886.